# كوري دي بروين
كوري دي بروين (بالهولندية: Corrie de Bruin)‏ هي منافسة ألعاب القوى هولندية، ولدت في 26 أكتوبر 1976 في دوردريخت في هولندا.

## وصلات خارجية
- كوري دي بروين على موقع الاتحاد الدولي لألعاب القوى (الإنجليزية)
- كوري دي بروين على موقع اللجنة الأولمبية الدولية (الإنجليزية)
- كوري دي بروين على موقع أوليمبيديا (الإنجليزية)